# Milton Obote
Apollo Milton Opeto Obote (Akokoro, 28 de diciembre de 1925 - Johannesburgo, 10 de octubre de 2005) fue un político ugandés, presidente de Uganda en dos ocasiones: de 1966 a 1971, y de 1980 a 1985.

## Inicios políticos
Comenzó su carrera política con Jomo Kenyatta en Kenia, después de habérsele negado una oportunidad de estudiar leyes en Estados Unidos por los británicos que presidían el gobierno colonial de Uganda. De vuelta en su país, fundó el Congreso Nacional de Uganda (CNU) en 1955, para luchar políticamente por la independencia. En 1958 fue elegido para la Asamblea Legislativa del país, aún bajo dominio británico. En 1959 se fractura el CNU, y Obote se convierte en jefe del escindido partido Congreso Popular de Uganda (CPU), que intentaba representar fundamentalmente los intereses de los pueblos acholi y lango, junto con restringir el poder del reino sureño de Buganda, bajo el rey Mutesa II. Después de varios años como jefe de la oposición, Obote formó una coalición con Buganda, y fue elegido primer ministro en 1961. En este cargo Obote se implicó en el contrabando de oro, junto a Idi Amin. En 1966, cuando el Parlamento exigió una investigación sobre Obote y la expulsión de Amin, Obote suspendió la Constitución de 1962 y arrestó a varios miembros de su gabinete, asaltó el Palacio Real y obligó a Mutesa II a abdicar y exiliarse, proclamando una nueva Constitución provisoria que establecía un estado republicano centralizado y abolía la monarquía y el estado federal. Se autoproclamó Presidente de Uganda.

## Primera presidencia y exilio
El Parlamento se constituyó en Asamblea Constituyente y redactó una nueva Constitución que entró en vigor el 8 de septiembre de 1967, la cual declaró a Obote, Presidente de Uganda por un período de 5 años. Su gobierno fue acusado de autoritario y corrupto. Implementó la persecución de algunas minorías étnicas y llevó a cabo una sangrienta represión contra cualquier tipo de disidencia[cita requerida]. Decidió distanciarse del Reino Unido y condenó el apartheid de Sudáfrica y Rodesia (actual Zimbabue), más tarde condenaría la invasión sudafricana a Namibia. Trató de arrastrar Uganda al socialismo, nacionalizando las industrias.  En 1971 fue derrocado por el golpe militar dirigido por su propio colaborador y colega en el contrabando de oro, Idi Amin.
Se exilió en Tanzania, donde fue bien acogido por su buenas relaciones con el entonces presidente de ese país, Julius Nyerere. El régimen de Amin, en el poder en Uganda, decidió invadir Tanzania. El país tanzano, que poseía un ejército netamente superior, contrarrestó rápidamente el ataque e intervino en Uganda, derrocando a Idi Amin. Esto fue aprovechado por Obote para hacerse nuevamente con el poder en 1980, mediante un fraude electoral.

## Segunda presidencia
Al hacerse nuevamente con el poder, permitió el revanchismo de las víctimas del régimen de terror de Amin. Su política represiva reavivó la guerra civil ya iniciada por Amin, y en medio de la cual surgen grupos guerrilleros que atacan a su gobierno, como los dirigidos por Yoweri Museveni, quien utiliza refugiados tutsis para combatirlo. Este y otros factores incidieron para que Uganda ingresara directamente en los conflictos en Ruanda y el Zaire.

## Segundo exilio y muerte
En 1985, Obote fue derrocado por Bazilio y Tito Okello. Después de esto se exilió en Zambia. Durante años se rumoreó que volvería a la política, hasta que en agosto de 2005 anunció su decisión de dimitir como líder del CPU. En septiembre de 2005 se dijo que regresaría a Uganda antes de fin de año.
El 10 de octubre, Obote murió en un hospital en Johannesburgo.
Se celebró un funeral de estado, presidido por el presidente Museveni en Kampala, para el asombro de muchos ugandeses, ya que ambos eran enconados rivales.
El 28 de noviembre su esposa Miria Kalule fue elegida presidente del CPU.